# عديمات الأرجل الإفريقية
عديمات الأرجل الإفريقية أو هربلية (الاسم العلمي: Herpelidae)، فصيلة من عديمات الأرجل. توجد في أفريقيا جنوب الصحراء. هي مثل غيرها من عديمات الأرجل، تشبه بشكل سطحي الديدان أو الثعابين. هي مجموعة شقيقة لعديمات الأرجل شمال شرق الهند المكتشفة حديثًا.